# Чинкве Страде-Чимпело (Порденоне)
Чинкве Страде-Чимпело је насеље у Италији у округу Порденоне, региону Фурланија-Јулијска крајина.
Према процени из 2011. у насељу је живело 838 становника. Насеље се налази на надморској висини од 16 м.